# 原稿紙
參數所指定的目標頁面不存在，建議更正成存在頁面或直接建立下列一個頁面（建立前請先搜尋是否有合適的存在頁面可以取代）：
- 漫畫原稿紙

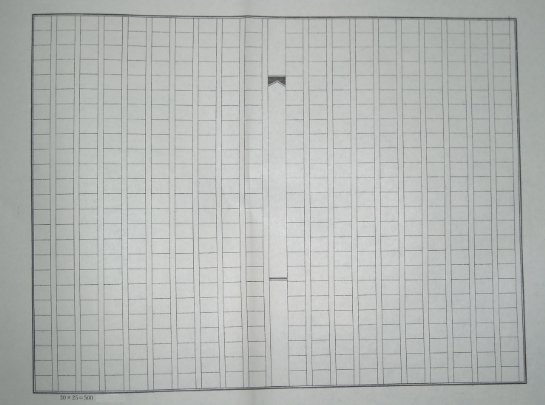
500字稿紙

原稿紙或稱為稿紙，是一種用以書寫的紙張，每張紙均有200～600個方格，而每個方格均可以填進一個漢字或其他東亞方塊字（如中文、日語、朝鮮諺文等）及標點符號。原稿紙可以鉛筆、原子筆甚至是毛筆書寫。
在電腦普及之前，原稿紙被廣泛用於所有的手寫作品，包括論文、新聞等。而且有許多日本語文字處理軟件提供原稿紙的範本。電腦排版廣為使用後，為節省稿件繕打的時間及人力，原稿書寫時已經直接在電腦上進行。但原稿紙目前在漢字文化圈仍然非常普遍，中小學大多仍規定學生的課業及考試等以原稿紙為主要載體。一些東亞語言課程也鼓勵學員使用原稿紙練習書寫，以幫助學員掌握直書書寫。

## 形式
原稿紙是用以直書書寫的（雖然目前也可以用做橫書書寫），例如500字稿紙是一直行有25格，而每頁有10直行（每張B4大小的紙有兩頁原稿紙）。每直行間會有空間，供標示旁註標記、旁點、注音符號、振假名等。每張原稿紙正中間均有一大片空白，讓原稿紙可以對折和黏合。

## 計算單位
一刀可作為計算稿紙的單位，數量為100張稿紙。

## 外部連結
- 原稿用紙 PDF generator （页面存档备份，存于）